# Что читать
«Что чита́ть» — журнал рекомендательной библиографии в помощь библиотекарю и читателю массовых городских и сельских библиотек. Издавался ежемесячно с сентября 1936 Управлением политико-просветительной работы Наркомпроса РСФСР. В 1937 с ним был объединён журнал «В помощь сельскому библиотекарю и читателю»; с 1941 перешёл в ведение Государственной библиотеки СССР имени В. И. Ленина и выходил 2 раза в месяц. В 1941 в связи с Великой Отечественной войной выход журнала прекратился (с 11-го номера). Журнал помещал обзоры литературы по актуальным вопросам, рецензии на новые книги, списки литературы к знаменательным датам, программы чтения по разным отраслям знаний для различных групп читателей со вступительными статьями, библиографии, обзоры, письма и отзывы читателей на книги («Трибуна читателя»). С 1961 года в Москве начал издаваться журнал «В мире книг» взамен журнала «Что читать», поэтому начало издания в самом журнале «В мире книг» указано как сентябрь 1936 года.